# Casa de las Plantaciones
La Casa de las Plantaciones (en inglés: Plantation House)  es la residencia oficial del Gobernador de Santa Elena, Ascensión y Tristán de Acuña. Se encuentra a tres kilómetros al sur de la capital, Jamestown, Santa Elena en San Pablo. En las inmediaciones se encuentra la Catedral de San Pablo.

## Historia
La casa fue construida en 1791 por la Compañía Británica de las Indias Orientales, como residencia de veraneo o de campo para el Gobernador. La Compañía gobernó la isla hasta 1834, cuando se convirtió en una colonia de la corona, a pesar de lo cual, los gobernadores de la isla han continuado utilizando la propiedad. La administración de la isla se realiza generalmente desde Jamestown, en particular en El Castillo (históricamente la residencia del Gobernador que después se convirtió en oficinas gubernamentales). Una explicación para la ubicación de la residencia oficial del Gobernador es que el clima es menos árido y el terreno se encuentra más hacia el interior, en comparación con los del Valle James. Asimismo, la residencia del Teniente Gobernador era Longwood House, también en el interior de la isla.
La casa fue ampliada en 1816 y sufrió alteraciones considerables, en su mayoría externas, que se introdujeron en 1960. El techo era originalmente de pizarra pero, al igual que con la mayoría de los edificios de la isla, este ha sido reemplazado con una lámina de metal, en 1927, sobre todo debido a las invasiones de termitas que amenazaban dañar la cubierta de forma irreversible. Es uno de los muchos edificios catalogados de Grado I (una designación para los edificios de mayor mérito histórico o arquitectónico). Además, se realizan visitas guiadas por el edificio.

## Tortugas

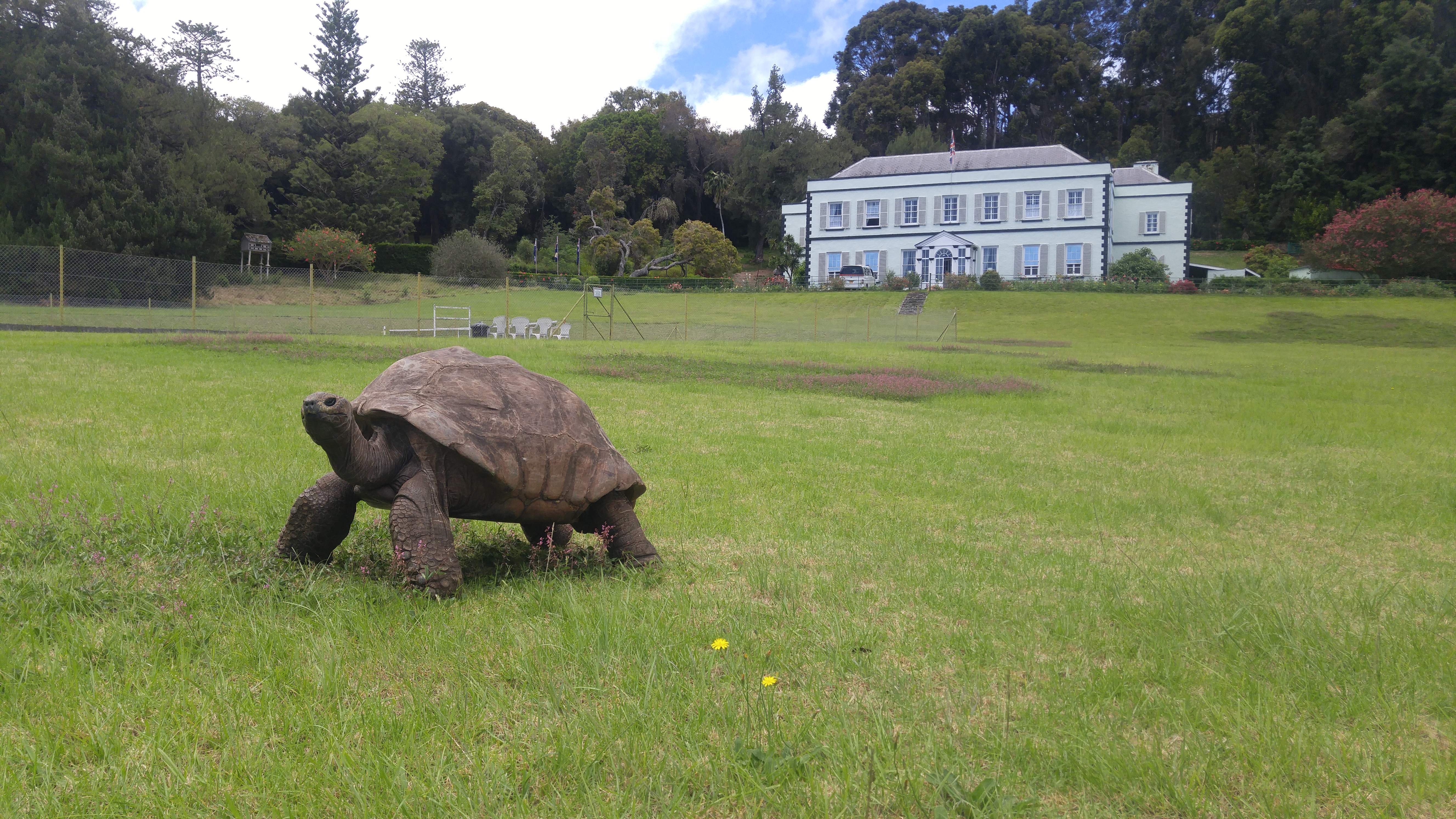
Fotografía de la tortuga más antigua del mundo, en los jardines de Santa Elena

Posiblemente la tortuga viva más antigua del mundo, llamada Jonathan, reside en los jardines y pertenece al gobierno de Santa Elena.  Es probable que sea también el último ejemplar vivo de su especie. Los jardines son el hogar de al menos cinco tortugas gigantes y están abiertos al público en todo momento.